# グスレ

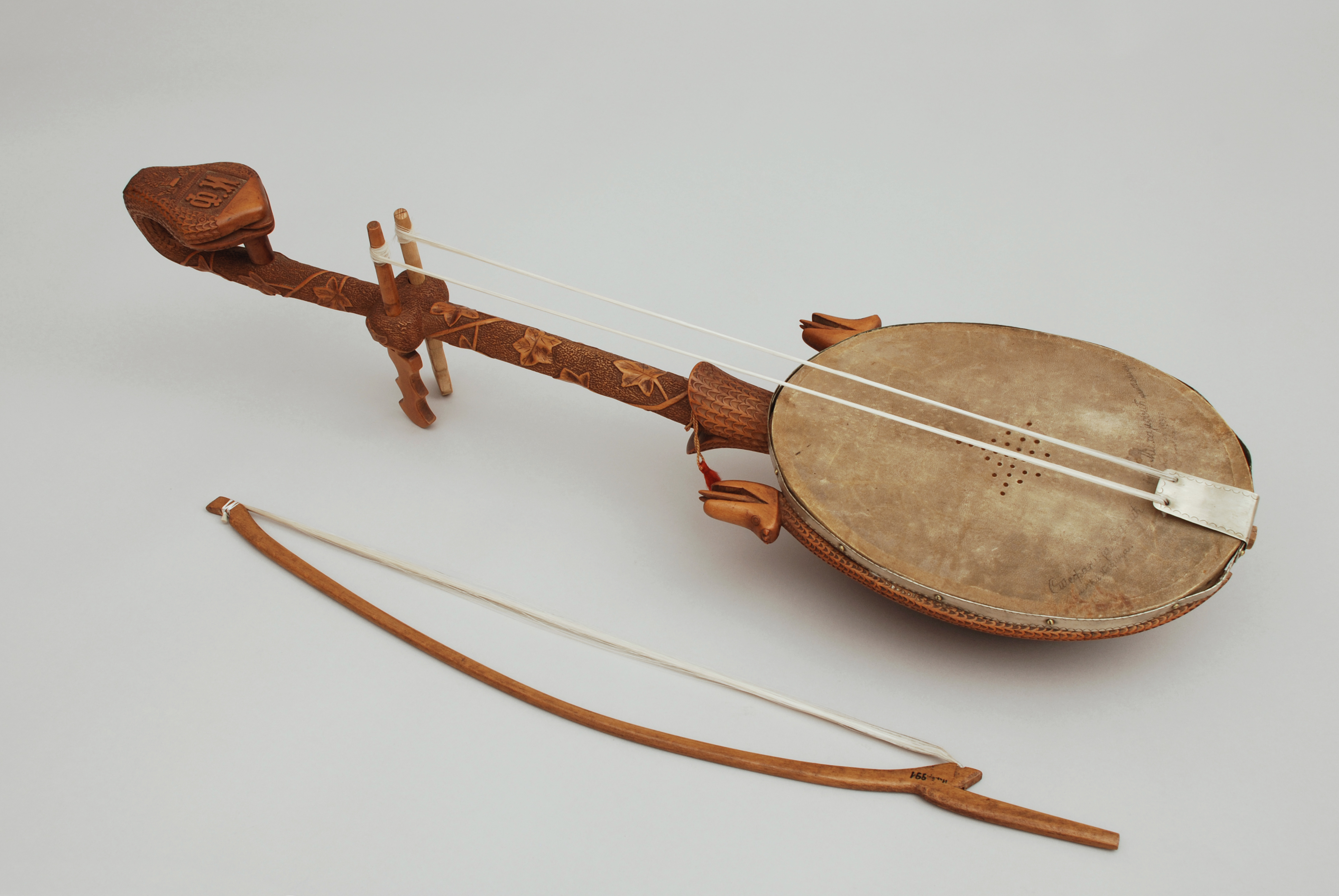
グスレ

グスレ（セルビア語: гусле、アルバニア語: lahuta／ラフタ）は、バルカン半島のディナル・アルプス山脈地方を中心としたボスニアやセルビアなどといった南東ヨーロッパ諸国に広く伝わる、伝統的な擦弦楽器の民族楽器である。

## 概要
グスレは、セルビアやボスニア、アルバニア、モンテネグロ、クロアチアなどといったバルカン半島の国々で演奏される楽器である。胡弓や馬頭琴などと同じ擦弦楽器であり、弓を引く事で音を鳴らす。アルバニアなどでは「ラフテ」や「ラフタ」などとも呼ばれている。
1本の弦を持つことが特徴で、歌唱（主に英雄叙事詩）とともに演奏される事が多い。演奏者は楽器を膝の間に縦に構え、左手の指で弦を押さえるが、弦を指板に完全には押し当てず、独特の倍音を持つ響きが生まれる。
グスレによる歌唱はセルビアの無形文化遺産として、2018年にユネスコに登録された。

## 歴史

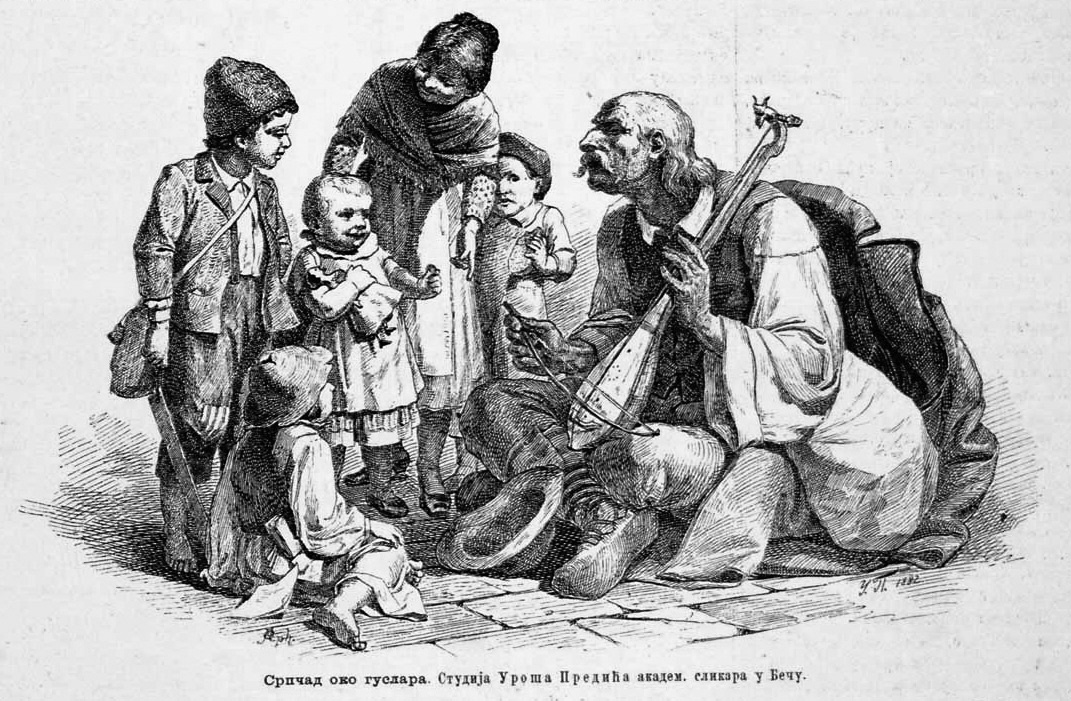
グスレを弾く老人の絵

グスレの起源には諸説あり定説はない。7世紀のビザンツ帝国の歴史家テオフィラクテス・シモカッタは、バルカン半島に南スラブ人が移住した際に「小型のリラ」を持ち込んだと記しており、これがグスレであった可能性が指摘されている。一方で、10世紀ごろにイスラム文化圏を通じてオリエントから伝わったとする説や、アラブの旅行家による記述から、同時期にスラブ人がグスレを使っていたと考える研究者もいる。
明確な歴史記述としては15世紀以降にグスレの記述が文献に現れる。16世紀にはボスニアやセルビアでの使用が確認され、19世紀から20世紀にかけてはモンテネグロ、セルビア、ボスニア・ヘルツェゴビナ、クロアチア、アルバニアで広く演奏されてきた。

## 構造と演奏法

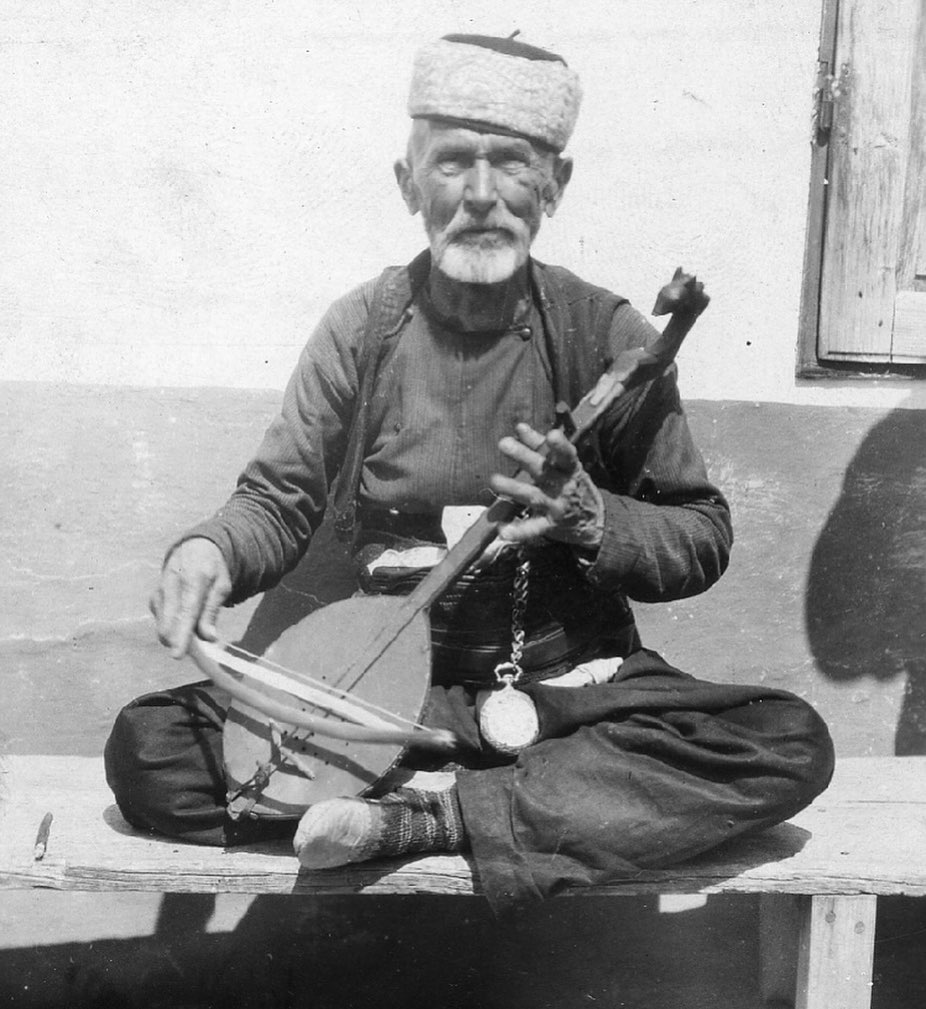
グスレを弾く老人

グスレは、木製の共鳴胴と動物の皮、そして装飾が施されたネックからなる。最高級品にはカエデ材が使われることが多く、「グスレ・ヤヴォロヴェ（カエデのグスレ）」とも呼ばれる。1本の弦は約30本の馬の尾毛で作られ、弓で擦って演奏する。
奏者は楽器を膝の間に縦に挟み、左手でネック上の弦を押さえるが、指板に押し付けずに弾くことで独特な和声的音色を生み出す。
最も一般的なのは1弦のモデルだが、ボスニアのクラジナやリカ地方ではまれに2弦のグスレも見られる。

## 民族ごとの特徴

### セルビア人
セルビアでは、グスレは主に英雄叙事詩を歌う際に用いられ、セルビアの口承文化において極めて重要な役割を果たしてきた。叙事詩はオスマン帝国支配期やその解放闘争、コソヴォの戦いなど歴史的出来事を題材とし、多くはデカシラブル（十音節）で詠まれる。
民族学者ヴーク・ステファノヴィッチ・カラジッチは19世紀に多数の叙事詩を収集・出版し、セルビア民謡がヨーロッパのロマン主義文学に大きな影響を与えた。
現在もグスレの演奏会やコンクールがセルビア、モンテネグロ、スルプスカ共和国などで開催されている。

### ボスニア系住民（ボスニャク人）
ボスニャク人社会でもグスレは重要な伝統楽器とされ、叙事詩や英雄詩の伴奏に使われてきた。歴史的には領主の館などで演奏され、ムスタイ・ベイやジェルゼレズ・アリヤなど著名な英雄の物語が歌われた。
著名なグスレ奏者には、アヴド・メジェドヴィッチ（Avdo Međedović）などがいる。

### アルバニア人
アルバニアのゲグ族（北部アルバニア、コソボ、モンテネグロの一部）では、この楽器を「ラフタ（lahuta, lahutë）」と呼び、叙事詩（カンゲ・クレシュニケシュ/Kângë Kreshnikësh）を歌う際に用いられる。
装飾はヤギや馬、タカなどの頭部を模して彫刻されることが多く、タカの頭部はアルバニア国旗にも通じるモチーフである。